# Ґреґорі Гайнс
Ґреґорі Олівер Гайнс  (англ. Gregory Oliver Hines); (14 лютого 1946, Нью-Йорк — 9 серпня 2003, Лос-Анджелес) — американський танцюрист, актор, співак і хореограф.

## Біографія

### Раннє життя
Гайнс народився в Нью-Йорку 14 Лютого 1946 року. Батько — Моріс Роберт Гайнс, танцюрист, актор, музикант. Мати — Алма Айола (Лоулес). Гайнс почав займатися чечіткою (степом), коли йому було два роки, і почав займатися танцями напів-професійно у віці п'яти років. Після цього він і його старший брат Моріс виступали разом під керівництвом хореографа Генри ЛіТанга. Ґреґорі і Моріс також навчалися у ветеранів цієї справи таких як Говард Сімс і The Nicholas Brothers, коли вони виступали в одних і тих же місцях.
Два брати були відомі як «The Hines Brothers» (Брати Гайнси). Коли до них приєднався їх батько в 1963, назва змінилася на «Hines, Hines, and Dad»(Гайнс, Гайнс і Батько).

### Кар'єра
Гайнс був головним вокалістом і музикантом і рок-гурті під назвою Severance в 1975—1976 роках. Severance була одним з «домашніх» гуртів в клубі Honky Hoagies Handy Hangout, інакше відомий як 4H Club. Severance випустила свій дебютний альбом в Largo Records (дочірня компанія GNP Crescendo) в 1976. 1986 року він співав в дуеті з Лютером Вандросом, під назвою «There's Nothing Better Than Love», який зайняв позицію № 1 у рейтингу Hot R&B/Hip-Hop Songs.
Гайнс дебютував в кіно в фільмі Мела Брукса «Всесвітня історія, частина 1»(«History of the World, Part I»). Критика узяла до відома комедійний шарм Гайнса, і пізніше він з'явився в таких фільмах як «Клуб «Коттон»», «Білі ночі» (разом з Михайлом Баришніковим), «Running Scared» (разом з Вільямом «Billy» Крісталом), «Tap» (разом з Семмі Девісом-молодшим та іншими відомими афроамериканськими танцюристами) та «Waiting to Exhale».
Гайнс дебютував на Бродвеї разом зі своїм братом в комедійному мюзиклі «The Girl in Pink Tights» в 1954. Він був номінований на премію «Тоні» за ревю  «Eubie!»(1979), «Comin' Uptown»(1980) і «Sophisticated Ladies» (1981) і отримав премію «Тоні» і премію «Драма Деск» за «Jelly's Last Jam» (1992) і нагороду «Theater World» за «Eubie!».
1990 року Гайнс відвідав свого кумира, Семмі Девіса молодшого, який помирав від раку горла, не в змозі говорити. Після того, як Девіс помер, Гайнс виступив на похоронах з промовою. Він говорив про те, що Девіс думав з честю про те, що Гайнс зможе продовжити йти далі з того місця, де він (Девіс) зупинився.
Протягом усієї своєї кар'єри, Hines хотів і продовжував виступати за чечітку в Америці. У 1988, він успішно клопотав про створення Національного дня чечітки, який і зараз святкується в понад 40 містах США. Цей день також святкується і в 8 інших країнах.
В інтерв'ю The New York Times в 1988 році, Гайнс сказав, що все, що він робив, було під впливом його танців: "мій спів, мої дії, моя любов, мій батько".

### Смерть
Гайнс помер від раку печінки 9 Серпня 2003 року, по дорозі до лікарні від його будинку в Лос-Анджелесі. Йому поставили цей діагноз ще за рік до того, але сповістили тільки найближчих друзів. На момент його смерті, він був одружений з Негріттою Джейде. Гайнс похований на «Українському православному кладовищі Святого Володимира» в Оквіллі, Онтаріо, Канада, в країні, в якій він познайомився з Негріттою, яка померла від раку 28 Серпня 2009 і похована біля нього.

## Нагороди і номінації

### Нагороди
- 1979 нагорода «Theatre World» — «Eubie!»
- 1992 нагорода «Тоні» в номінації Найкращий Актор в «Musical—Jelly's Last Jam»
- 1992 нагорода «Drama Desk» Неперевершений Актор в «Musical—Jelly's Last Jam»
- 1988 «NAACP Image Award» Найкращий Головний Актор в «Motion Picture—Running Scared»
- 1998 «Flo-Bert Award» — Заслуги в Чечітці за Святкування Дня Степу
- 2002 «NAACP Image Awards» Неперевершений Актор в телевізійному фільмі, міні-серіалі  або драмі—«Bojangles»
- 2003 Денна премія «Еммі» Неперевершений Виконавець в Анімаційній програмі — «Little Bill»

### Номінації
- 1979 нагорода «Тоні» найкращий актор в мюзиклі—«Eubie!»
- 1980 нагорода «Тоні» найкращий актор в мюзиклі—«Comin' Uptown»
- 1981 нагорода «Тоні» найкращий актор в мюзиклі—«Sophisticated Ladies»
- 1982 Прайм-тайм премія «Еммі» за неперевершене особисте досягнення—«Special Class—I Love Liberty»
- 1985 Прайм-тайм премія «Еммі» за неперевершений виступ соло на сцені або в  музикальній програмі — «Motown Returns to the Apollo»
- 1989 Прайм-тайм премія «Еммі» за неперевершену сценічну, музичну або комедійну програму — Tap Dance in America
- 1992 нагорода «Drama Desk» за неперевершену постановку — «Jelly's Last Jam»
- 1992 нагорода «Тоні» за найкращу постановку — «Jelly's Last Jam»
- 1995 нагорода «Image» за неперевершену головну роль в кінокартині — «Waiting to Exhale»
- 1998 нагорода «American Comedy»  за найсмішніший чоловічий вигляд в телевізійному серіалі — «Will & Grace»
- 1998 нагорода «Image» за неперевершену головну роль в комедійному серіалі —«The Gregory Hines Show»
- 2001 нагорода «Black Reel» найкращий актор в мережі — «Bojangles»
- 2001 Прайм-тайм премія  «Еммі» неперевершений головний актор в міні-серіалі або фільмі — «Bojangles»
- 2001 нагорода «Screen Actors Guild» неперевершений чоловічий виступ  в телевізійному фільмі  або міні-серіалі — «Bojangles»
- 2003 Прайм-тайм премія «Еммі» неперевершений виконавець в  дитячому спектаклі — «The Red Sneakers»
- 2003 Прайм-тайм премія «Еммі» неперевершене керівництво  в дитячому спектаклі — «The Red Sneakers»

## Фільмографія
- Історія Всесвіту: Частина 1 (1981)
- Вовки (1981)
- Угода століття (1983)
- Маппети захоплюють Манхеттен (1984)
- «Клуб «Коттон»» (1984)
- Білі ночі (1985)
- Театр Казок: Кіт в чоботях (1985)
- Неймовірні Історії (1985)
- Біжи не озираючись (1986)
- Беззаконня (1988)
- Чечітка (1989)
- Gregory Hines' Tap Dance in America (1989)
- Канун руйнувань (1991)
- Біла брехня (1991)
- Лють в Гарлемі (1991)
- T Bone n Weasel (1992)
- Kangaroo Court (1994)
- Людина епохи Відродження (1994)
- Dead Air (1994)
- Незнайомка в місті (1995)
- В очікуванні видиху (1995)
- Happily Ever After: Fairy Tales for Every Child ( 1995 )
- The Cherokee Kid (1996)
- Good Luck (1996)
- Час скажених псів (1996)
- Дружина священика (1996)
- Subway Stories: Tales From the Underground (1997)
- The Tic Code (1999)
- Little Bill (1999–2003, до його смерті)
- Жіночі Таємниці (2000)
- Once in the Life (2000)
- Вілл та Грейс (2000)
- Хто вбив дітей Атланти? (2000)
- Bojangles (2001)
- Venice: Lost and Found (2002)
- The Red Sneakers (2002)
- The Root (2003)
- Закон і порядок (2003)
- Lost at Home:(2003)
- Keeping Time: The Life, Music & Photography of Milt Hinton (2004)